# ラシッド・ムッフーク
ラシッド・ムッフーク（Rachid Mouffouk、1955年1月29日 - ）は、アルジェリアの彫刻家。

## 生い立ちと背景
ラシッド・ムッフークは、1955年1月29日、フランス領アルジェリアのバトナに生まれた。双子の弟がいる。生後、体格が小さく虚弱児であったので、家族は成長しないと考えていた。1962年から小学校に通い始める。ラシッドは、美術の専門教育は受けていないが、少年時代に絵を描き始める。

### 作品
ラシッド・ムッフークの彫刻の処女作は、ローマ神話の狩の女神、ディアーナ像である。このディアーナ像は、彫刻家のモハメド・ウーファニ（Mohamed Houfani）が彼に与えた木片から制作したものである。1991年アルジェリア内戦が勃発すると制作活動は中断を余儀なくされた。ラシッド・ムッフークは、アルジェリアに進出していたアメリカ系企業で溶接工の仕事を得た。建設現場で溶接工として勤務の傍ら、作品を展示すると、会社の重役はラシッド・ムッフークに工事現場でさらに作品を展示する機会を提供した。
2006年11月、アモクレーヌ・オシン（Amokrane Hocine）の小説Le fou et le muetのカバー写真は、ラシッド・ムッフークの2つの彫刻"Le fou"と"écologie"の写真が掲載された。2010年ラシッド・ムッフークは、事故で右手の指を3本失った。 in an accident that occurred in his workshop事故の2ヵ月後、ラシッド・ムッフークはワークショップを開催し、金属彫刻「わが三本の指」（Mes trois doigts）を制作した。

## 関連図書